# 1 500 mètres
Le 1 500 mètres est une épreuve d'athlétisme de demi-fond correspondant à 3 tours 3/4 sur une piste en plein air de 400 mètres, et 7 tours 1/2 sur une piste en salle de 200 mètres. 
Inspirée directement des courses de mile (1 609,34 m) disputées dès le milieu du XIXe siècle dans les pays anglo-saxons, et notamment au Royaume-Uni, la course prend sa forme actuelle vers la fin du siècle en adaptant l'épreuve au système métrique. Le 1 500 m fait partie du programme des premiers Jeux olympiques de l'ère moderne, en 1896. L'épreuve est également disputée lors de compétitions officielles en salle.
Les records du monde en plein air du 1 500 m sont actuellement détenus par le Marocain Hicham El Guerrouj en 3 min 26 s 00, établi à Rome le 14 juillet 1998, et par la Kényane Faith Kipyegon, créditée de 3 min 49 s 04, le 7 juillet 2024 à Paris.

## Spécificités
Cette course sur 1 500 mètres est aussi tactique que physique. Il s'agit tout d'abord d'une course d'endurance. Cependant, il n'est pas rare qu'une épreuve soit remportée au sprint dans les tout derniers mètres.
La grande particularité du 1 500 mètres est de solliciter à parts égales les deux filières énergétiques musculaires principales, à savoir aérobie et anaérobie lactique, ce qui en fait un exercice très complet autant dans la préparation que dans le déroulement de l'épreuve.

## Historique
Inspirée directement du Mile, épreuve très populaire courue dès le milieu du XIXe siècle dans les pays anglo-saxons, le 1 500 m est créé vers 1890 dans le cadre du système métrique. La majorité des pistes d'athlétisme mesurant 500 m à l'époque, l'épreuve consiste donc à parcourir trois tours de piste. Aujourd'hui, la distance représente 3 tours 3/4 sur une piste en plein air de 400 mètres, et 7 tours 1/2 sur une piste en salle de 200 mètres. Le 1 500 m est inclus au programme des premiers Jeux olympiques de l'ère moderne, en 1896 à Athènes, le titre revenant à l'Australien Teddy Flack en 4 min 33 s 2. En 1908, le Britannique Harold A. Wilson devient le premier athlète à parcourir la distance en moins de 4 minutes en signant le temps de 3 min 59 s 8 lors des Jeux olympiques de Londres. En 1912, l'Association internationale des fédérations d'athlétisme nouvellement créée homologue le premier record du monde officiel de l'épreuve en la personne de l'Américain Abel Kiviat qui réalise 3 min 55 s 8 à Cambridge. 
L'épreuve est dominée dans les années 1920 par le Finlandais Paavo Nurmi, qui ne s'est pourtant distingué jusqu'alors que dans les épreuves de fond. Détenteur du record du monde en 1924 avec 3 min 52 s 6, il remporte le titre des Jeux olympiques de Paris en 3 min 53 s 6 avant de s'imposer quelques minutes plus tard dans l'épreuve du 5 000 mètres. Son compatriote Harry Larva, champion olympique en 1928, l'Italien Luigi Beccali (1932) et le Néo-Zélandais Jack Lovelock (1936) se distinguent également sur cette distance dans la période de l'entre-deux-guerres. Les saisons qui suivent marquent l'arrivée des Suédois Gunder Hägg et Arne Andersson qui font évoluer significativement la discipline du point de vue chronométrique. Bénéficiant tous deux de nouvelles méthodes d'entrainement (le fartlek) en Suède sous la conduite de l'entraineur Gösta Holmer, Gunder Hägg améliore à trois reprises le record du monde pour le porter à 3 min 43 s 0 en juillet 1944.

## Performances

### Records du monde
| Type         | Genre | Performance   | Athlète            | Date            | Lieu   |
| ------------ | ----- | ------------- | ------------------ | --------------- | ------ |
| Piste        | M     | 3 min 26 s 00 | Hicham El Guerrouj | 14 juillet 1998 | Rome   |
| Piste        | F     | 3 min 48 s 68 | Faith Kipyegon     | 5 juillet 2025  | Eugène |
| Piste courte | M     | 3 min 29 s 63 | Jakob Ingebrigtsen | 13 février 2025 | Liévin |
| Piste courte | F     | 3 min 53 s 09 | Gudaf Tsegay       | 9 février 2021  | Liévin |

### Records continentaux
| Continent                                       | Hommes             | Hommes             | Hommes          | Femmes             | Femmes          | Femmes            |
| Continent                                       | Temps              | Athlète            | Date            | Temps              | Athlète         | Date              |
| ----------------------------------------------- | ------------------ | ------------------ | --------------- | ------------------ | --------------- | ----------------- |
| Afrique                                         | 3 min 26 s 00 (WR) | Hicham El Guerrouj | 14 juillet 1998 | 3 min 49 s 04 (WR) | Faith Kipyegon  | 7 juillet 2024    |
| Asie                                            | 3 min 29 s 14      | Rashid Ramzi       | 14 juillet 2006 | 3 min 50 s 46      | Yunxia Qu       | 11 septembre 1993 |
| Europe (progression)                            | 3 min 26 s 73      | Jakob Ingebrigtsen | 12 juillet 2024 | 3 min 51 s 95      | Sifan Hassan    | 5 octobre 2019    |
| Amérique du Nord, Amérique centrale et Caraïbes | 3 min 27 s 65      | Cole Hocker        | 6 août 2024     | 3 min 54 s 99      | Shelby Houlihan | 5 octobre 2019    |
| Océanie                                         | 3 min 29 s 41      | Oliver Hoare       | 15 juin 2023    | 3 min 50 s 83      | Jessica Hull    | 7 juillet 2024    |
| Amérique du Sud                                 | 3 min 33 s 25      | Hudson de Souza    | 28 août 2005    | 4 min 5 s 67       | Letitia Vriesde | 31 août 1991      |

| Continent                                                 | Hommes             | Hommes             | Hommes          | Femmes             | Femmes             | Femmes           |
| Continent                                                 | Temps              | Athlète            | Date            | Temps              | Athlète            | Date             |
| --------------------------------------------------------- | ------------------ | ------------------ | --------------- | ------------------ | ------------------ | ---------------- |
| Afrique (records)                                         | 3 min 31 s 04      | Samuel Tefera      | 16 février 2019 | 3 min 53 s 09 (WR) | Gudaf Tsegay       | 9 février 2021   |
| Asie (records)                                            | 3 min 36 s 28      | Belal Mansoor Ali  | 20 février 2007 | 3 min 59 s 79      | Maryam Yusuf Jamal | 9 mars 2008      |
| Europe (records, progression)                             | 3 min 30 s 60 (WR) | Jakob Ingebrigtsen | 17 février 2022 | 3 min 57 s 91      | Abeba Aregawi      | 6 février 2014   |
| Amérique du Nord, Amérique centrale et Caraïbes (records) | 3 min 33 s 22      | Yared Nuguse       | 11 février 2023 | 3 min 59 s 98      | Regina Jacobs      | 1er février 2003 |
| Océanie (records)                                         | 3 min 32 s 35      | Oliver Hoare       | 13 février 2021 | 4 min 01 s 19      | Jessica Hull       | 11 février 2024  |
| Amérique du Sud (records)                                 | 3 min 38 s 03      | Federico Bruno     | 8 février 2022  | 4 min 12 s 95      | Fedra Luna (en)    | 28 janvier 2023  |

### Dix meilleures performances de tous les temps
| Rang | Temps         | Athlète            | Date             | Lieu      |
| ---- | ------------- | ------------------ | ---------------- | --------- |
| 1    | 3 min 26 s 00 | Hicham El Guerrouj | 14 juillet 1998  | Rome      |
| 2    | 3 min 26 s 12 | Hicham El Guerrouj | 24 aout 2001     | Bruxelles |
| 3    | 3 min 26 s 34 | Bernard Lagat      | 24 aout 2001     | Bruxelles |
| 4    | 3 min 26 s 45 | Hicham El Guerrouj | 12 aout 1998     | Zürich    |
| 5    | 3 min 26 s 69 | Asbel Kiprop       | 17 juillet 2015  | Monaco    |
| 6    | 3 min 26 s 73 | Jakob Ingebrigtsen | 12 juillet 2024  | Monaco    |
| 7    | 3 min 26 s 89 | Hicham El Guerrouj | 16 aout 2002     | Zürich    |
| 8    | 3 min 26 s 96 | Hicham El Guerrouj | 8 septembre 2002 | Rieti     |
| 9    | 3 min 27 s 14 | Jakob Ingebrigtsen | 16 juillet 2023  | Chorzów   |
| 10   | 3 min 27 s 21 | Hicham El Guerrouj | 11 aout 2000     | Zürich    |

| Rang | Temps         | Athlète        | Date              | Lieu     |
| ---- | ------------- | -------------- | ----------------- | -------- |
| 1    | 3 min 49 s 04 | Faith Kipyegon | 7 juillet 2024    | Paris    |
| 2    | 3 min 49 s 11 | Faith Kipyegon | 2 juin 2023       | Florence |
| 3    | 3 min 50 s 07 | Genzebe Dibaba | 17 juillet 2015   | Monaco   |
| 4    | 3 min 50 s 30 | Gudaf Tsegay   | 20 avril 2024     | Xiamen   |
| 5    | 3 min 50 s 37 | Faith Kipyegon | 10 août 2022      | Monaco   |
| 6    | 3 min 50 s 46 | Qu Yunxia      | 11 septembre 1993 | Pékin    |
| 7    | 3 min 50 s 72 | Faith Kipyegon | 16 septembre 2023 | Eugene   |
| 8    | 3 min 50 s 83 | Jessica Hull   | 7 juillet 2024    | Paris    |
| 9    | 3 min 50 s 98 | Jiang Bo       | 18 octobre 1997   | Shanghai |
| 10   | 3 min 51 s 07 | Faith Kipyegon | 9 juillet 2021    | Monaco   |

### Athlètes les plus rapides
| Rang | Temps         | Athlète            | Date            | Lieu      |
| ---- | ------------- | ------------------ | --------------- | --------- |
| 1    | 3 min 26 s 00 | Hicham El Guerrouj | 14 juillet 1998 | Rome      |
| 2    | 3 min 26 s 34 | Bernard Lagat      | 24 août 2001    | Bruxelles |
| 3    | 3 min 26 s 69 | Asbel Kiprop       | 17 juillet 2015 | Monaco    |
| 4    | 3 min 26 s 73 | Jakob Ingebrigtsen | 12 juillet 2024 | Monaco    |
| 5    | 3 min 27 s 37 | Noureddine Morceli | 12 juillet 1995 | Nice      |
| 6    | 3 min 27 s 49 | Azeddine Habz      | 20 juin 2025    | Paris     |
| 7    | 3 min 27 s 64 | Silas Kiplagat     | 18 juillet 2014 | Monaco    |
| 8    | 3 min 27 s 65 | Cole Hocker        | 6 août 2024     | Paris     |
| 9    | 3 min 27 s 79 | Josh Kerr          | 6 août 2024     | Paris     |
| 10   | 3 min 27 s 80 | Yared Nuguse       | 6 août 2024     | Paris     |

| Rang | Temps         | Athlète           | Date              | Lieu     |
| ---- | ------------- | ----------------- | ----------------- | -------- |
| 1    | 3 min 49 s 04 | Faith Kipyegon    | 7 juillet 2024    | Paris    |
| 2    | 3 min 50 s 07 | Genzebe Dibaba    | 17 juillet 2015   | Monaco   |
| 3    | 3 min 50 s 30 | Gudaf Tsegay      | 20 avril 2024     | Xiamen   |
| 4    | 3 min 50 s 46 | Qu Yunxia         | 11 septembre 1993 | Pékin    |
| 5    | 3 min 50 s 83 | Jessica Hull      | 7 juillet 2024    | Paris    |
| 6    | 3 min 50 s 98 | Jiang Bo          | 18 octobre 1997   | Shanghai |
| 7    | 3 min 51 s 34 | Lang Yinglai (en) | 18 octobre 1997   | Shanghai |
| 8    | 3 min 51 s 44 | Diribe Welteji    | 5 juillet 2025    | Eugene   |
| 9    | 3 min 51 s 92 | Wang Junxia       | 11 septembre 1993 | Pékin    |
| 10   | 3 min 51 s 95 | Sifan Hassan      | 5 octobre 2019    | Doha     |

### Meilleures performances mondiales de l'année

#### En plein air

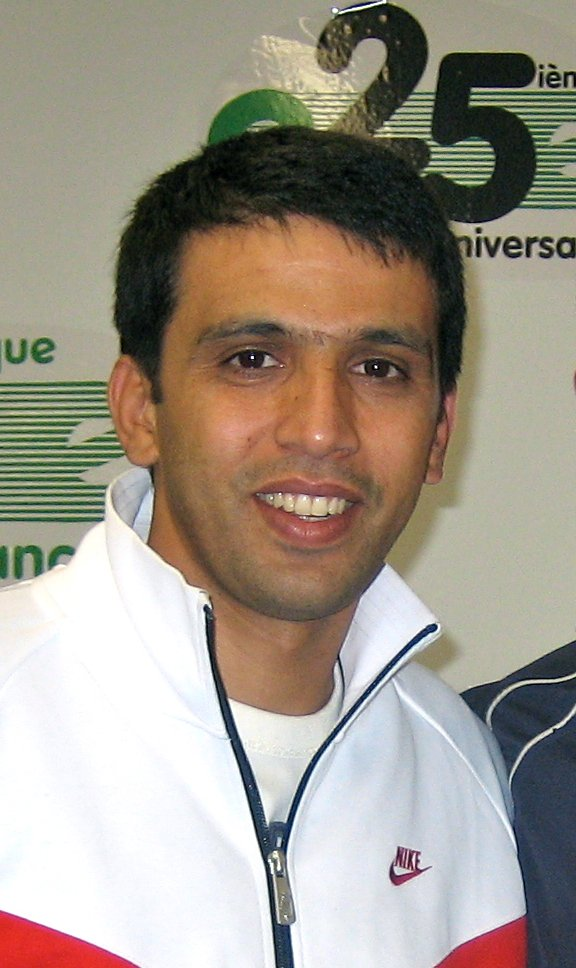
Le Marocain Hicham El Guerrouj, détenteur du record du monde du 1500 m, établit la meilleure performance mondiale de l'année huit années consécutivement, de 1996 à 2003.

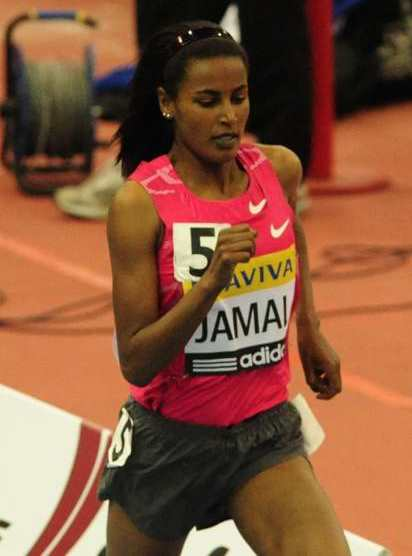
La Bahreïnienne Maryam Yusuf Jamal.

| Année     | Temps         | Athlète                  | Nationalité      | Lieu              |
| --------- | ------------- | ------------------------ | ---------------- | ----------------- |
| 1966      | 3 min 36 s 1  | Jim Ryun                 | États-Unis       | Berkeley          |
| 1967      | 3 min 33 s 1  | Jim Ryun                 | États-Unis       | Los Angeles       |
| 1968 (en) | 3 min 34 s 9  | Kipchoge Keino           | Kenya            | Mexico            |
| 1969      | 3 min 37 s 2  | Marty Liquori            | États-Unis       | Stuttgart         |
| 1970      | 3 min 34 s 0  | Jean Wadoux              | France           | Colombes          |
| 1971      | 3 min 36 s 0  | Marty Liquori            | États-Unis       | Milan             |
| 1972      | 3 min 36 s 33 | Pekka Vasala             | Finlande         | Munich            |
| 1973      | 3 min 34 s 6  | Filbert Bayi             | Tanzanie         | Helsinki          |
| 1974      | 3 min 32 s 16 | Filbert Bayi             | Tanzanie         | Christchurch      |
| 1975      | 3 min 32 s 4  | John Walker              | Nouvelle-Zélande | Oslo              |
| 1976      | 3 min 34 s 19 | John Walker              | Nouvelle-Zélande | Stockholm         |
| 1977      | 3 min 32 s 72 | John Walker              | Nouvelle-Zélande | Bruxelles         |
| 1978 (en) | 3 min 35 s 48 | David Moorcroft          | Royaume-Uni      | Edmonton          |
| 1979 (en) | 3 min 32 s 03 | Sebastian Coe            | Royaume-Uni      | Zurich            |
| 1980 (en) | 3 min 31 s 36 | Steve Ovett              | Royaume-Uni      | Coblence          |
| 1981 (en) | 3 min 31 s 57 | Steve Ovett              | Royaume-Uni      | Budapest          |
| 1982 (en) | 3 min 32 s 12 | Sydney Maree             | États-Unis       | Bruxelles         |
| 1983 (en) | 3 min 30 s 77 | Steve Ovett              | Royaume-Uni      | Rieti             |
| 1984 (en) | 3 min 31 s 54 | Saïd Aouita              | Maroc            | Hengelo           |
| 1985 (en) | 3 min 29 s 46 | Saïd Aouita              | Maroc            | Berlin            |
| 1986 (en) | 3 min 29 s 77 | Sebastian Coe            | Royaume-Uni      | Rieti             |
| 1987 (en) | 3 min 30 s 69 | Saïd Aouita              | Maroc            | Oslo              |
| 1988 (en) | 3 min 30 s 95 | Steve Cram               | Royaume-Uni      | Bruxelles         |
| 1989 (en) | 3 min 30 s 55 | Abdi Bile                | Somalie          | Rieti             |
| 1990 (en) | 3 min 32 s 60 | Noureddine Morceli       | Algérie          | Bologne           |
| 1991 (en) | 3 min 31 s 00 | Noureddine Morceli       | Algérie          | Helsinki          |
| 1992 (en) | 3 min 28 s 86 | Noureddine Morceli       | Algérie          | Rieti             |
| 1993 (en) | 3 min 29 s 20 | Noureddine Morceli       | Algérie          | Narbonne          |
| 1994 (en) | 3 min 30 s 61 | Noureddine Morceli       | Algérie          | Villeneuve-d'Ascq |
| 1995 (en) | 3 min 27 s 37 | Noureddine Morceli       | Algérie          | Nice              |
| 1996 (en) | 3 min 29 s 05 | Hicham El Guerrouj       | Maroc            | Bruxelles         |
| 1997 (en) | 3 min 28 s 91 | Hicham El Guerrouj       | Maroc            | Zurich            |
| 1998 (en) | 3 min 26 s 00 | Hicham El Guerrouj       | Maroc            | Rome              |
| 1999      | 3 min 27 s 65 | Hicham El Guerrouj       | Maroc            | Séville           |
| 2000      | 3 min 27 s 21 | Hicham El Guerrouj       | Maroc            | Zurich            |
| 2001      | 3 min 26 s 12 | Hicham El Guerrouj       | Maroc            | Bruxelles         |
| 2002      | 3 min 26 s 89 | Hicham El Guerrouj       | Maroc            | Zurich            |
| 2003      | 3 min 28 s 40 | Hicham El Guerrouj       | Maroc            | Bruxelles         |
| 2004      | 3 min 27 s 40 | Bernard Lagat            | Kenya            | Zurich            |
| 2005      | 3 min 29 s 30 | Bernard Lagat            | États-Unis       | Rieti             |
| 2006      | 3 min 29 s 02 | Daniel Kipchirchir Komen | Kenya            | Rome              |
| 2007      | 3 min 30 s 54 | Alan Webb                | États-Unis       | Saint-Denis       |
| 2008      | 3 min 31 s 49 | Daniel Kipchirchir Komen | Kenya            | Monaco            |
| 2009      | 3 min 29 s 47 | Augustine Choge          | Kenya            | Berlin            |
| 2010      | 3 min 29 s 27 | Silas Kiplagat           | Kenya            | Monaco            |
| 2011      | 3 min 30 s 46 | Asbel Kiprop             | Kenya            | Rieti             |
| 2012      | 3 min 28 s 88 | Asbel Kiprop             | Kenya            | Monaco            |
| 2013      | 3 min 27 s 72 | Asbel Kiprop             | Kenya            | Monaco            |
| 2014      | 3 min 27 s 64 | Silas Kiplagat           | Kenya            | Monaco            |
| 2015      | 3 min 26 s 69 | Asbel Kiprop             | Kenya            | Monaco            |
| 2016      | 3 min 29 s 33 | Asbel Kiprop             | Kenya            | Birmingham        |
| 2017      | 3 min 28 s 80 | Elijah Manangoi          | Kenya            | Monaco            |
| 2018      | 3 min 28 s 41 | Timothy Cheruiyot        | Kenya            | Monaco            |
| 2019      | 3 min 28 s 77 | Timothy Cheruiyot        | Kenya            | Lausanne          |
| 2020      | 3 min 28 s 45 | Timothy Cheruiyot        | Kenya            | Monaco            |
| 2021      | 3 min 28 s 28 | Timothy Cheruiyot        | Kenya            | Monaco            |
| 2022      | 3 min 29 s 02 | Jakob Ingebrigtsen       | Norvège          | Zurich            |
| 2023      | 3 min 27 s 14 | Jakob Ingebrigtsen       | Norvège          | Chorzów           |
| 2024      | 3 min 26 s 73 | Jakob Ingebrigtsen       | Norvège          | Monaco            |

| Année | Temps         | Athlète                  | Nationalité        | Lieu              |
| ----- | ------------- | ------------------------ | ------------------ | ----------------- |
| 1970  | 4 min 12 s 2  | Karin Burneleit          | Allemagne de l'Est | Berlin            |
| 1971  | 4 min 9 s 6   | Karin Burneleit          | Allemagne de l'Est | Helsinki          |
| 1972  | 4 min 1 s 4   | Lyudmila Bragina         | Union soviétique   | Munich            |
| 1973  | 4 min 4 s 6   | Karin Krebs              | Allemagne de l'Est | Potsdam           |
| 1974  | 4 min 2 s 25  | Gunhild Hoffmeister      | Allemagne de l'Est | Rome              |
| 1975  | 4 min 6 s 0   | Nina Morgunova (en)      | Union soviétique   | Moscou            |
| 1976  | 3 min 56 s 0  | Tatyana Kazankina        | Union soviétique   | Podolsk           |
| 1977  | 4 min 2 s 65  | Natalia Marasescu        | Roumanie           | Bucarest          |
| 1978  | 3 min 59 s 01 | Giana Romanova           | Union soviétique   | Prague            |
| 1979  | 3 min 57 s 4  | Totka Petrova            | Bulgarie           | Athènes           |
| 1980  | 3 min 52 s 47 | Tatyana Kazankina        | Union soviétique   | Zurich            |
| 1981  | 3 min 57 s 78 | Olga Dvirna              | Union soviétique   | Budapest          |
| 1982  | 3 min 54 s 23 | Olga Dvirna              | Union soviétique   | Kiev              |
| 1983  | 3 min 57 s 12 | Mary Slaney              | États-Unis         | Stockholm         |
| 1984  | 3 min 56 s 63 | Nadezhda Ralldugina (ru) | Union soviétique   | Prague            |
| 1985  | 3 min 57 s 24 | Mary Slaney              | États-Unis         | Bruxelles         |
| 1986  | 3 min 56 s 7  | Doina Melinte            | Roumanie           | Bucarest          |
| 1987  | 3 min 58 s 56 | Tatyana Dorovskikh       | Union soviétique   | Rome              |
| 1988  | 3 min 53 s 96 | Paula Ivan               | Roumanie           | Séoul             |
| 1989  | 3 min 59 s 23 | Paula Ivan               | Roumanie           | Nice              |
| 1990  | 3 min 58 s 69 | Doina Melinte            | Roumanie           | Villeneuve-d'Ascq |
| 1991  | 3 min 59 s 16 | Natalya Artyomova        | Russie             | Zurich            |
| 1992  | 3 min 55 s 30 | Hassiba Boulmerka        | Algérie            | Barcelone         |
| 1993  | 3 min 50 s 46 | Qu Yunxia                | Chine              | Pékin             |
| 1994  | 3 min 59 s 10 | Sonia O'Sullivan         | Irlande            | Nice              |
| 1995  | 3 min 58 s 85 | Sonia O'Sullivan         | Irlande            | Monaco            |
| 1996  | 3 min 56 s 77 | Svetlana Masterkova      | Russie             | Zurich            |
| 1997  | 3 min 50 s 98 | Jiang Bo                 | Chine              | Shanghai          |
| 1998  | 3 min 56 s 97 | Gabriela Szabo           | Roumanie           | Monaco            |
| 1999  | 3 min 59 s 31 | Violeta Szekely          | Roumanie           | Zurich            |
| 2000  | 3 min 57 s 40 | Suzy Favor-Hamilton      | États-Unis         | Oslo              |
| 2001  | 3 min 59 s 35 | Violeta Szekely          | Roumanie           | Monaco            |
| 2002  | 3 min 57 s 75 | Süreyya Ayhan            | Turquie            | Bruxelles         |
| 2003  | 3 min 55 s 33 | Süreyya Ayhan            | Turquie            | Bruxelles         |
| 2004  | 3 min 57 s 90 | Kelly Holmes             | Royaume-Uni        | Athènes           |
| 2005  | 3 min 56 s 79 | Maryam Yusuf Jamal       | Bahreïn            | Rieti             |
| 2006  | 3 min 55 s 68 | Yuliya Fomenko           | Russie             | Saint-Denis       |
| 2007  | 3 min 58 s 75 | Maryam Yusuf Jamal       | Bahreïn            | Osaka             |
| 2008  | 3 min 59 s 84 | Maryam Yusuf Jamal       | Bahreïn            | Lausanne          |
| 2009  | 3 min 56 s 55 | Maryam Yusuf Jamal       | Bahreïn            | Rome              |
| 2010  | 3 min 57 s 65 | Anna Alminova            | Russie             | Saint-Denis       |
| 2011  | 4 min 0 s 06  | Morgan Uceny             | États-Unis         | Bruxelles         |
| 2012  | 3 min 56 s 15 | Mariem Alaoui Selsouli   | Maroc              | Paris             |
| 2013  | 3 min 56 s 60 | Abeba Aregawi            | Suède              | Doha              |
| 2014  | 3 min 57 s 00 | Sifan Hassan             | Pays-Bas           | Saint-Denis       |
| 2015  | 3 min 50 s 07 | Genzebe Dibaba           | Éthiopie           | Monaco            |
| 2016  | 3 min 55 s 27 | Laura Muir               | Royaume-Uni        | Saint-Denis       |
| 2017  | 3 min 56 s 14 | Sifan Hassan             | Pays-Bas           | Hengelo           |
| 2018  | 3 min 56 s 68 | Genzebe Dibaba           | Éthiopie           | Chorzów           |
| 2019  | 3 min 51 s 95 | Sifan Hassan             | Pays-Bas           | Doha              |
| 2020  | 3 min 57 s 40 | Laura Muir               | Royaume-Uni        | Berlin            |
| 2021  | 3 min 51 s 07 | Faith Kipyegon           | Kenya              | Monaco            |
| 2022  | 3 min 50 s 37 | Faith Kipyegon           | Kenya              | Monaco            |
| 2023  | 3 min 49 s 11 | Faith Kipyegon           | Kenya              | Florence          |
| 2024  | 3 min 49 s 04 | Faith Kipyegon           | Kenya              | Paris             |

## Palmarès olympique et mondial
| Compétition   | Hommes             | Femmes              |
| ------------- | ------------------ | ------------------- |
| Jeux 1896     | Teddy Flack        |                     |
| Jeux 1900     | Charles Bennett    |                     |
| Jeux 1904     | Jim Lightbody      |                     |
| Jeux 1908     | Mel Sheppard       |                     |
| Jeux 1912     | Arnold Jackson     |                     |
| Jeux 1920     | Albert Hill        |                     |
| Jeux 1924     | Paavo Nurmi        |                     |
| Jeux 1928     | Harry Larva        |                     |
| Jeux 1932     | Luigi Beccali      |                     |
| Jeux 1936     | Jack Lovelock      |                     |
| Jeux 1948     | Henry Eriksson     |                     |
| Jeux 1952     | Josy Barthel       |                     |
| Jeux 1956     | Ron Delany         |                     |
| Jeux 1960     | Herb Elliott       |                     |
| Jeux 1964     | Peter Snell        |                     |
| Jeux 1968     | Kipchoge Keino     |                     |
| Jeux 1972     | Pekka Vasala       | Lyudmila Bragina    |
| Jeux 1976     | John Walker        | Tatyana Kazankina   |
| Jeux 1980     | Sebastian Coe      | Tatyana Kazankina   |
| Mondiaux 1983 | Steve Cram         | Mary Decker-Slaney  |
| Jeux 1984     | Sebastian Coe      | Gabriella Dorio     |
| Mondiaux 1987 | Abdi Bile          | Tatyana Samolenko   |
| Jeux 1988     | Peter Rono         | Paula Ivan          |
| Mondiaux 1991 | Noureddine Morceli | Hassiba Boulmerka   |
| Jeux 1992     | Fermín Cacho       | Hassiba Boulmerka   |
| Mondiaux 1993 | Noureddine Morceli | Liu Dong            |
| Mondiaux 1995 | Noureddine Morceli | Hassiba Boulmerka   |
| Jeux 1996     | Noureddine Morceli | Svetlana Masterkova |
| Mondiaux 1997 | Hicham El Guerrouj | Carla Sacramento    |
| Mondiaux 1999 | Hicham El Guerrouj | Svetlana Masterkova |
| Jeux 2000     | Noah Ngeny         | Nouria Benida-Merah |
| Mondiaux 2001 | Hicham El Guerrouj | Gabriela Szabo      |
| Mondiaux 2003 | Hicham El Guerrouj | Tatyana Tomashova   |
| Jeux 2004     | Hicham El Guerrouj | Kelly Holmes        |
| Mondiaux 2005 | Rachid Ramzi       | Tatyana Tomashova   |
| Mondiaux 2007 | Bernard Lagat      | Maryam Yusuf Jamal  |
| Jeux 2008     | Asbel Kiprop       | Nancy Lagat         |
| Mondiaux 2009 | Yusuf Saad Kamel   | Maryam Yusuf Jamal  |
| Mondiaux 2011 | Asbel Kiprop       | Jennifer Barringer  |
| Jeux 2012     | Taoufik Makhloufi  | Maryam Yusuf Jamal  |
| Mondiaux 2013 | Asbel Kiprop       | Abeba Aregawi       |
| Mondiaux 2015 | Asbel Kiprop       | Genzebe Dibaba      |
| Jeux 2016     | Matthew Centrowitz | Faith Kipyegon      |
| Mondiaux 2017 | Elijah Manangoi    | Faith Kipyegon      |
| Mondiaux 2019 | Timothy Cheruiyot  | Sifan Hassan        |
| Jeux 2020     | Jakob Ingebrigtsen | Faith Kipyegon      |
| Mondiaux 2022 | Jake Wightman      | Faith Kipyegon      |
| Mondiaux 2023 | Josh Kerr          | Faith Kipyegon      |
| Jeux 2024     | Cole Hocker        | Faith Kipyegon      |